# SL鬼滅之刃
SL鬼滅之刃（日语：SL鬼滅の刃）是九州旅客鐵道與《鬼滅之刃》合作的臨時列車，因應《鬼滅之刃劇場版 無限列車篇》上映而參考劇中的蒸汽火車複製日本國鐵8620型蒸汽機車，一共會運行10日。

## 概要
此列車原本是於2009年開始運行的SL人吉，但於2020年的2019冠狀病毒病疫情及2020年7月日本水災而導致停運，於是JR九州便以臨時列車的名義運行SL鬼滅之刃。於鹿兒島本線的熊本至博多路段間行駛，只會運行10班。列車會於車頭放置「無限」字樣，與電影中的列車一樣。

## 使用車輛
- 日本國鐵8620型蒸氣機關車（日语：国鉄8620形蒸気機関車）58654號機
- 日本國鐵50系客車（日语：国鉄50系客車）
- 日本國鐵DE10型柴油機車1756號機

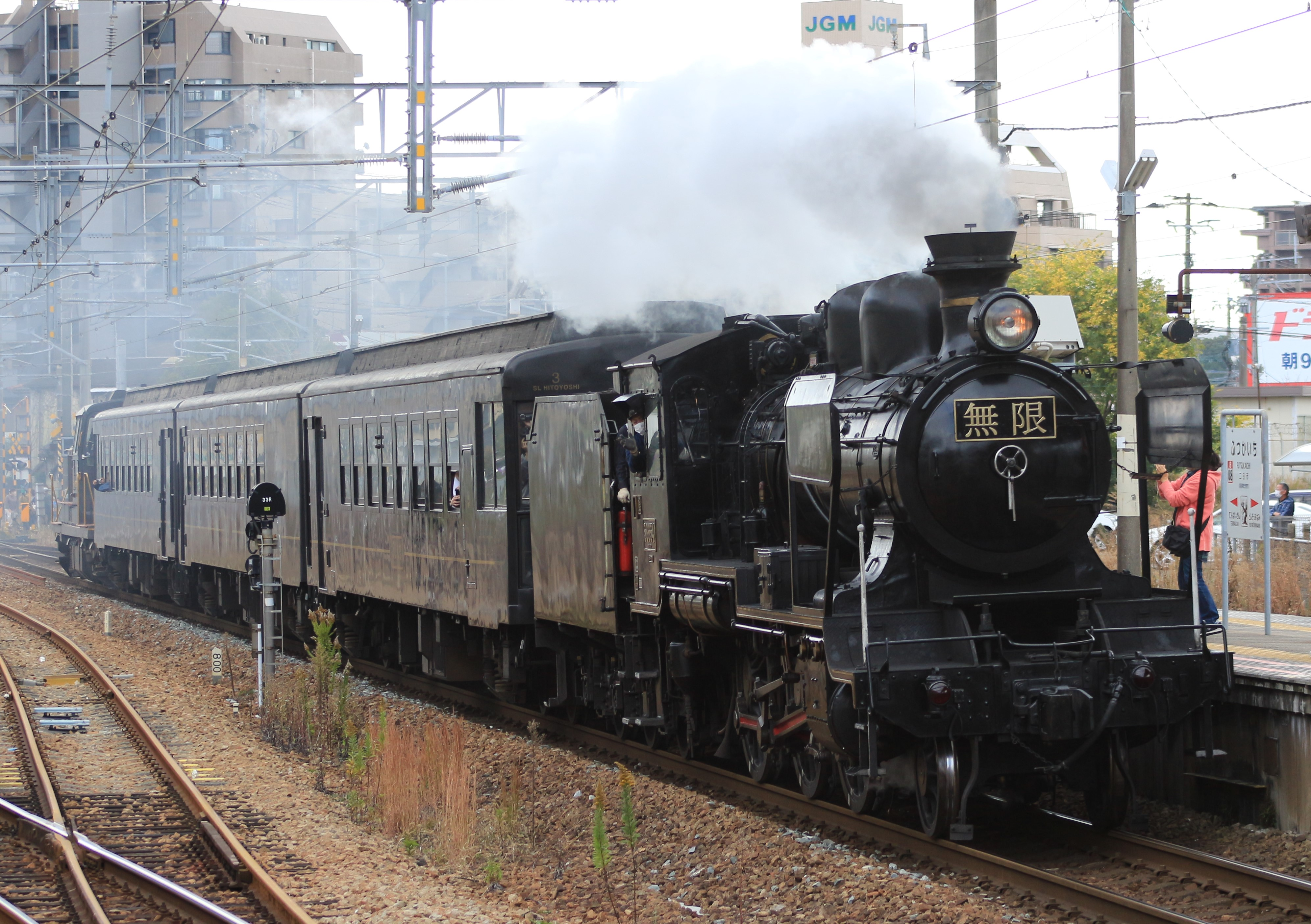
8620型蒸氣機關車
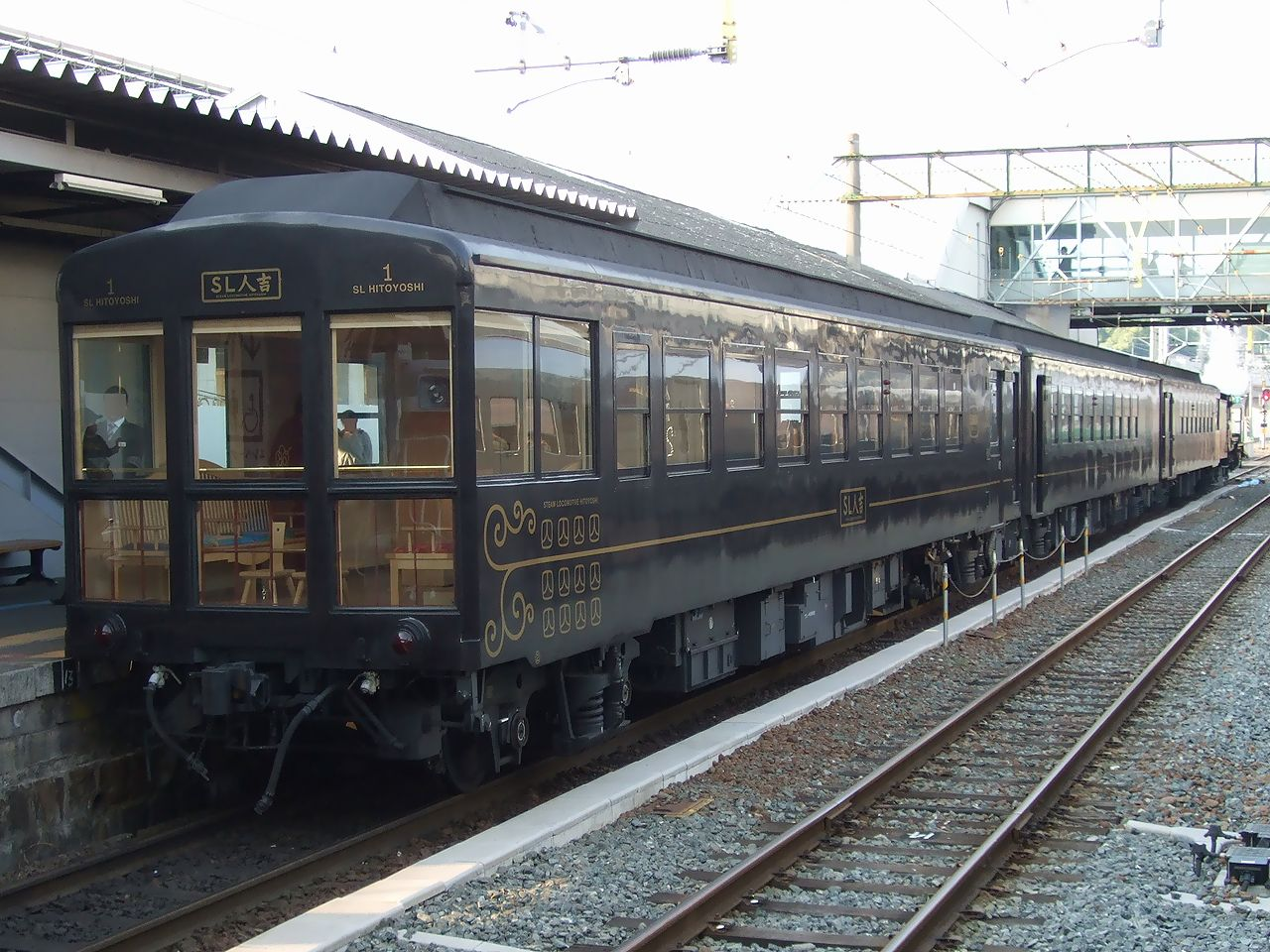
50系客車
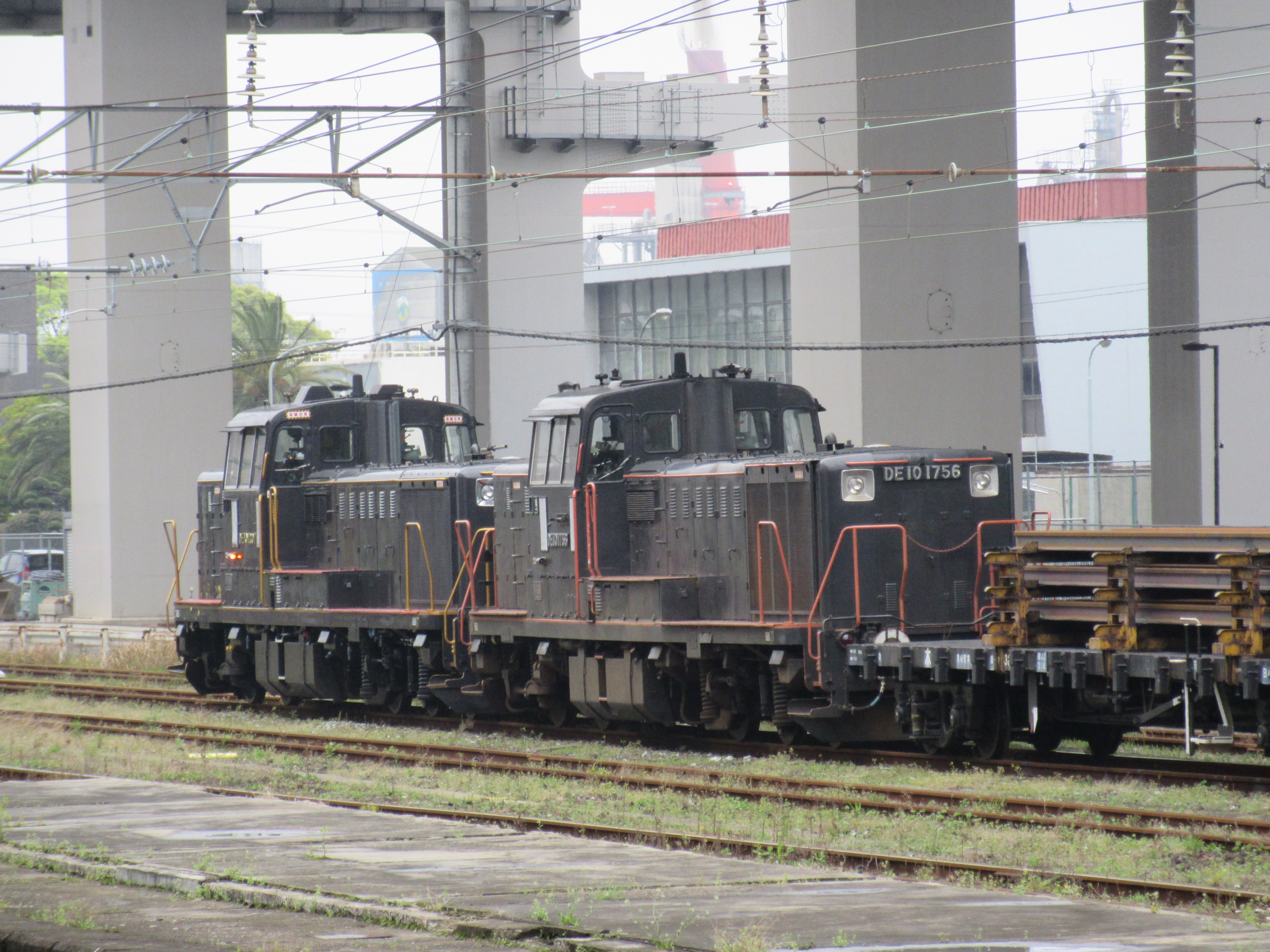
DE10型柴油機車

## 停車站
| 車站   | 到站時間 | 離站時間 |
| ------ | -------- | -------- |
| 熊本   | -        | 8:35     |
| 久留米 | 11:23    | 11:58    |
| 鳥栖   | 12:09    | 12:13    |
| 博多   | 13:04    | -        |

## 歷史
2020年（令和2年）9月24日，JR九州宣布與《鬼滅之刃》合作，將於2020年11月1日、3日、15日、21日、23日這五日運行。10月1日售票首日，成功以1秒售罄的速度，成為全日本最快售罄的列車。11月1日，SL鬼滅之刃正式運行，各站月台上人頭湧湧。12月11日，JR九州宣布增加運行五日，分別是2020年12月19日、21日、23日、25日、27日，又成功以1秒的速度賣完所有車票。

## 紀錄
此列車的列車車票於公開發售時，創下1秒售罄的紀錄，成為日本列車有史以來最快售罄紀錄。